# Пуштунвалі
Пуштунва́лі (пушту: پښتونوالی — спосіб життя пуштунів) чи Пуштунва́лай — традиційний уклад життя та філософія племен пуштунів.
Пуштунвалі широко практикується пуштунами в регіонах де вони проживають, зокрема в Пуштуністані в Афганістані, та Хайбер-Пахтунхві в Пакистані.
Хоча пуштунвалі іноді вважають випливаючим з принципів ісламу, цей кодекс бере свій початок з давніх доісламських часів.
Паштунвалі охоплює стародавню традиційну, духовну та суспільну ідентичність, пов’язану з набором моральних кодексів і правил поведінки, а також з історією, яка налічує близько 1700 років.
Паштунвалі сприяє повазі до себе, незалежності, справедливості, гостинності, любові, прощенню, помсті та терпимості до всіх (особливо до незнайомців або гостей). Вважається обов’язковим для кожного пуштуна відкрити та зрозуміти сутність та сенс пуштунвалі.